# Plasmodium falciparum
Plasmodium falciparum er den alvorligste malariaparasit for mennesker.
Den undertype af malaria, som den pågældende parasit fremkalder, kaldes også falciparum-malaria.
Parasitten gennemgår tre hovedstadier: To foregår i menneskets lever og røde blodceller, mens ét foregår i malariamyggen.
Det meste af Plasmodium falciparum genom blev færdiggjort i 2002 og
der er tilgængelig fra PlasmoDB.
P. falciparum nærmeste knyttede er Plasmodium reichenowi, som er en tilsvarende parasit som rammer chimpanser.

## Ny klassifikation
Ifølge Taxonomicon er Plasmodium falcipare en protozo, som er et "nyt" rige under domænet Eucaryota.